# Карлісти

Прапор Карлістів

Карлісти (ісп. carlistas) або апостоліки — політична партія в Іспанії, що у XIX столітті брала активну участь у трьох громадянських війнах (мають назву карлістських). Карлізм був активним упродовж півтора століття, від 1830-х до 1970-х років. Карлісти існують і в сучасній Іспанії, хоч уже не відіграють серйозну роль у політиці.

## Історія
Партія була утворена після видання Фернандо VII так званої прагматичної санкції (10 червня 1830), за якою всупереч салічному закону, що панував від 1713 року, спадкоємицею престолу проголошувалась дочка короля Ізабелла, а його брат, дон Карлос Старший, усувався від спадкування престолу.
Після смерті Фернандо VII 1833 року вся Іспанія розділилась на дві ворожі партії, одна з яких (та, що підтримувала права дона Карлоса та його спадкоємців), отримала назву карлістів, а інша, що була на боці Ізабелли та її матері, регентки Марії-Христини, — христиносів. Між ними спалахнула громадянська війна, що спустошувала країну впродовж 6 років (1833—1839). На боці дона Карлоса стояли переважно нижчі класи населення під проводом фанатичного духовенства, й гірці північних провінцій, передусім баскських, які підозріло ставились до централізаторських прагнень мадридського уряду та за допомогою дона Карлоса відстояти свою місцеву незалежність і свої фуерос (хартії вольностей), натомість Марія-Христина та її дочка знаходили підтримку в ліберальній партії, населенні Мадрида, міському та військовому станах. Карлісти панували у північній і північно-західній частинах Іспанії, а христиноси — у південно-східній та в самій столиці. Боротьба тих двох партій привабила увагу всіх європейських урядів, причому Росія, Австрія, Пруссія й італійські двори схилялись на бік карлістів, а Велика Британія і Франція — христиносів.

### Перша карлістська війна
Повстання карлістів почалось у баскських провінціях у перших числах жовтня 1833 року: дон Карлос був проголошений королем Іспанії під іменем Карла V. Повстання швидко охопило всі баскські провінції, Наварру та проникло до Старої Кастилії, де головним агітатором був священик Меріно. Становище уряду стало особливо складним від того часу, коли на чолі інсургентів став народний герой Томас де Сумалакаррегі, який мав організаторські здібності та зумів створити з неорганізованих загонів дисципліновану армію, чисельність якої постійно збільшувалась. Христиноські генерали — Кордоба, Міна, Сарсфельд, Кесада й інші — здебільшого зазнавали поразки. Дон Карлос, вигнаний з Іспанії ще за життя брата за опір прагматичній санкції, знайшов притулок у Португалії, у свого родича дона Мігела, тоді з'явився на театр військових дій і став на чолі своєї партії. Він обіцяв окремим провінціям різні пільги й автономію, враховуючи особливі прагнення кожної з них; завдяки цьому рух карлістів швидко поширювався в Арагоні й Каталонії, де предводителем карлістів став талановитий Рамон Кабрера. Майже вся Іспанія до річки Ебро перебувала в руках карлістів. Успіхи карлістів тривали й після смерті Сумалакарреги. 1836 року карлістський генерал Гомес діставався навіть Кордови. Успіхам карлістів сприяли суперечки серед самих христиносів щодо видання нової конституції. Справи пішли по іншому 1837 року, коли на чолі христиносів стали енергійні вожді — Еспартеро і Нарваес. Дона Карлоса, який рушив до Мадрида, Еспартеро змусив відступити; потім він сам почав наступальні дії, завдав карлістам низки поразок, відтіснив їх до Піренеїв, приборкав більшу частину північних провінцій. Серед карлістів, тим часом, почались криваві суперечки, наслідком яких було укладення головнокомандувачем армії карлістів Марото договору (31 серпня 1839 у Вергарі) з Еспартеро та визнання ним королевою Ізабелли. Його прикладу наслідували й інші генерали карлістів, і з тих пір Першу карлістську війну можна було вважати програною. 27 вересня дон Карлос був змушений залишити Іспанію та перейти на французьку територію; Луї-Філіпп I призначив йому місцем перебування місто Бурж. Кабрера продовжував ще боротьбу проти христиносів, але наступного року й він мав піти з Іспанії.
Партія карлістів, однак, не зникла, як не зникли в суспільстві клерикально-абсолютистистські тенденції й ті джерела, з яких карлісти брали свої сили: глибокий вплив на народні маси фанатичного духовенства, традиційні прагнення окремих провінцій до автономії та підтримання старовинних вольностей. Карлісти то зміцнювались, то слабшали, залежно від того, наскільки значним був престиж чинної влади, й продовжували бачити дона Карлоса і його спадкоємців своїми вождями та істинними монархами. Претендентом на іспанський престол наприкінці 1850-х років був граф Монтемолін, син дона Карлоса Старшого, який узяв ім'я Карла VI; утім спроба його висадитись в Іспанії була відбита О'Доннеллом, а сам він потрапив у полон. Потім карлістським претендентом став молодший брат графа Монтемоліна, Хуан (Хуан III), який відмовився від претензій 1868 року (наприкінці життя він виявився претендентом уже на французьку корону).

### Друга карлістська війна
1833 року Рамон Кабрера був ватажком одного з карлістських загонів. Його ім'я швидко стало відомим у Валенсії й Арагоні. У грудні 1836 його загін було знищено силами христи носів, що мали значну перевагу, а сам Кабрера зазнав важкого поранення. Однак, вже за кілька місяців він знову зібрав загін у 10 тисяч осіб і навесні 1837 року завдав христиносам кількох відчутних поразок. Згодом він підтримував Дона Карлоса під час його походу на Мадрид. Дон-Карлос надав йому титул графа Морелла та призначив генерал-губернатором Арагону, Валенсії та Мурсії.
6 липня 1840 року Кабрера був змушений перейти на французьку територію. Тоді у нього почались суперечки з прибічниками Карлоса, тож останній у травні 1842 року формально усунув Кабреру від займаних посад. Коли Дон Карлос 1845 року відмовився від своїх претензій на іспанський престол на користь свого сина, графа Монтемоліно, Кабрера вирушив з останнім до Англії.
1848 року Кабрера знову підбурив повстання карлістів у Каталонії, але зазнав нищівної поразки 29 січня 1849 року. У тій же битві він зазнав важкого поранення. Після цього Кабрера був змушений шукати притулку за кордрном.

### Третя карлістська війна
У добу, що йшла за вересневою революцією 1868 року, карлісти почали боротьбу з республіканською армією й особливо зміцнились за часів правління короля Амадея (1870—1873) та короткочасного існування Іспанської республіки (1873—1874). Їхнім вождем став новий претендент, також дон Карлос (Карлос Молодший), який узяв ім'я Карла VII. 15 липня 1873 року він з'явився у північних провінціях Іспанії та у найкоротші терміни організував 12-тисячну армію зі своїх прибічників у Наваррі, Біскайї, Арагоні та Каталонії, доручивши керівництво нею генералам Антоніо Доррегараю, Хоакіну Еліо, Франсіско Сабальсу, священику Санта-Крусу. Від клерикалів і монархістів сусідніх країн, особливо Франції, він отримував допомогу у вигляді грошей, зброї та боєприпасів. У боротьбі з республіканською Іспанією карлісти виявили жорстокість, руйнуючи залізниці, здійснюючи напади на поїзди, винищуючи поселення та їхніх жителів вогнем і мечем. Спроби генералів республіканської армії, наприклад, Моріонеса, зупинити просування карлістів у цілому були невдалими. Так справи йшли до проголошення Альфонса XII королем Іспанії (29 грудня 1874), який значно зміцнив уряд. Улітку 1875 об'єднані армії генералів Мартінеса Кампоса і Ховельяра завдали низки поразок карлістам, відбили у них фортецю Кантав'єху, змусили їх очистити Каталонію та Валенсію; зрештою, генерали Кесадо й Моріонес взяттям Віторії (20 липня 1875), Сеу-д'Уржеля (26 серпня) й Естельї (19 лютого 1876) закінчили карлістську війну. 28 лютого 1876 року дон Карлос був змушений залишити Іспанію та виїхати до Франції. Наслідки третьої карлістської війни для Іспанії були нищівними та позначились на фінансах, призвели до занепаду кредитної системи, послаблення авторитету урядової влади та падіння народної моралі. Баскські провінції та Наварра, що були головним осередком карлістського повстання, були покарані позбавленням своїх виняткових прав і привілеїв.

### Карлізм у XX столітті
Претензії Дона Карлоса Молодшого (1848—1909) на іспанський престол успадкував його син Хайме (1870—1931), а після його смерті — брат Карлоса Молодшого Альфонсо-Карлос (1849—1936). Після смерті останнього карлістська гілка іспанських Бурбонів припинилась.
Відповідно до салічного порядку спадкування престолу, наступною за старшинством у династії Бурбонів гілкою були нащадки чоловіка королеви Ізабелли II короля-консорта Франсіско де Асіза (племінника дона Карлоса Старшого). Тому французькі роялісти-легітимісти почали вважати претендентами на віртуальний французький престол поваленого іспанського короля Альфонса XIII та його нащадків (сучасний глава династії Бурбонів — двоюрідний племінник короля Хуана Карлоса I — Луїс-Альфонсо).
Іспанські карлісти за незрозумілим причинам не визнали прав нащадків Ізабелли II та Франсіско на престол, поставивши під сумнів те, що Франсіско дійсно був батьком дітей Ізабелли. Новим претендентом став Хав'єр (1889—1977), один із синів пармського герцога Роберто, представника молодшої гілки династії Бурбонів.
Карлісти були однією з сил, що підтримала націоналістів під час громадянської війни 1936—1939 років. Їхні загони «рекете» бились на боці Франсіско Франко, а до назви правлячої партії було включено посилання на «традиціоналістів» (Іспанська фаланга традиціоналістів і комітетів націонал-синдикалістського наступу). Деякий час існували підстави припустити, що Франко передасть корону не принцу Хуану Карлосу, а Хав'єру.

## Карлістські претенденти
Карлістськими претендентами на іспанський (а від 1883 року — і на французький) престол були:
- Карл V (інфант дон Карлос Маріа Ісідро, граф де Моліна): 1833—1845
- Карл VI (дон Карлос Луїс Маріа Фернандо, граф де Монтемолін), старший син попереднього: 1845—1861
- Хуан III Іспанський (1868 зрікся) і Французький (від 1883) (дон Хуан-Карлос Маріа Ісідро, граф де Монтісон), брат попереднього: 1861—1887
- Карл VII Іспанський і XI Французький (дон Карлос Альфонсо Маріа де лос Долорес-Хуан-Рафаело, герцог Мадридський), син попереднього: 1887—1909
- Яків III Іспанський і I Французький (дон Хайме Хуан Карлос Альфонсо Феліпе, герцог Мадридський), син попереднього: 1909—1931
- Альфонс-Карл I Іспанський і XII французький (дон Альфонсо Карлос Фердинандо Хосе Хуан Піо, герцог де Сан-Хайме), молодший брат Карла VII: 1931—1936

## Карлісти після 1936 року
Після смерті Альфонса-Карла I карлісти розділились у думці, кого слід вважати законним королем Іспанії. Частина з них (в основному у Франції) визнала таким поваленого на той час Альфонса XIII Іспанського, як старшого серед нащадків чоловічої статі Карла IV Іспанського. Втім для більшості іспанських карлістів новим легітимним монархом став представник Пармського Дому:
- Хав'єр I (герцог Пармський, граф де Моліна): 1936—1975 (зрікся)
- Карл VIII Уго (Карлос-Уго, герцог Пармський), син попереднього: 1975—2010

У 70-х роках, однак, у карлістському русі стався внутрішній конфлікт, в результаті якого більшість сучасних карлістів відкинули кандидатуру Карлоса-Уго. Частина з них вважала своїм лідером його молодшого брата Сикста Генріха (Сиксто-Енріке, герцог Аранхуеський). Той конфлікт вилився у кривавій сутичці на карлістському фестивалі 9 травня 1976 року.
Невелика частина карлістів 1936 року визнала перехід прав на іспанський престол за жіночою лінією — до онука дона Карлоса Молодшого ерцгерцога Карла-Пія (Карл VIII; з тосканської гілки Габсбургів). Після його смерті претензії успадкували його старші брати (Антон [Карл IX] і Франц-Йозеф [Франсіско]), а згодом — племінник Домінік (Домінго I; син Карла IX).